# Forbach (Duitsland)
Forbach is een plaats in de Duitse deelstaat Baden-Württemberg, en maakt deel uit van het Landkreis Rastatt.
Forbach telt 4.619 inwoners.

## Plaatsen in de gemeente Forbach

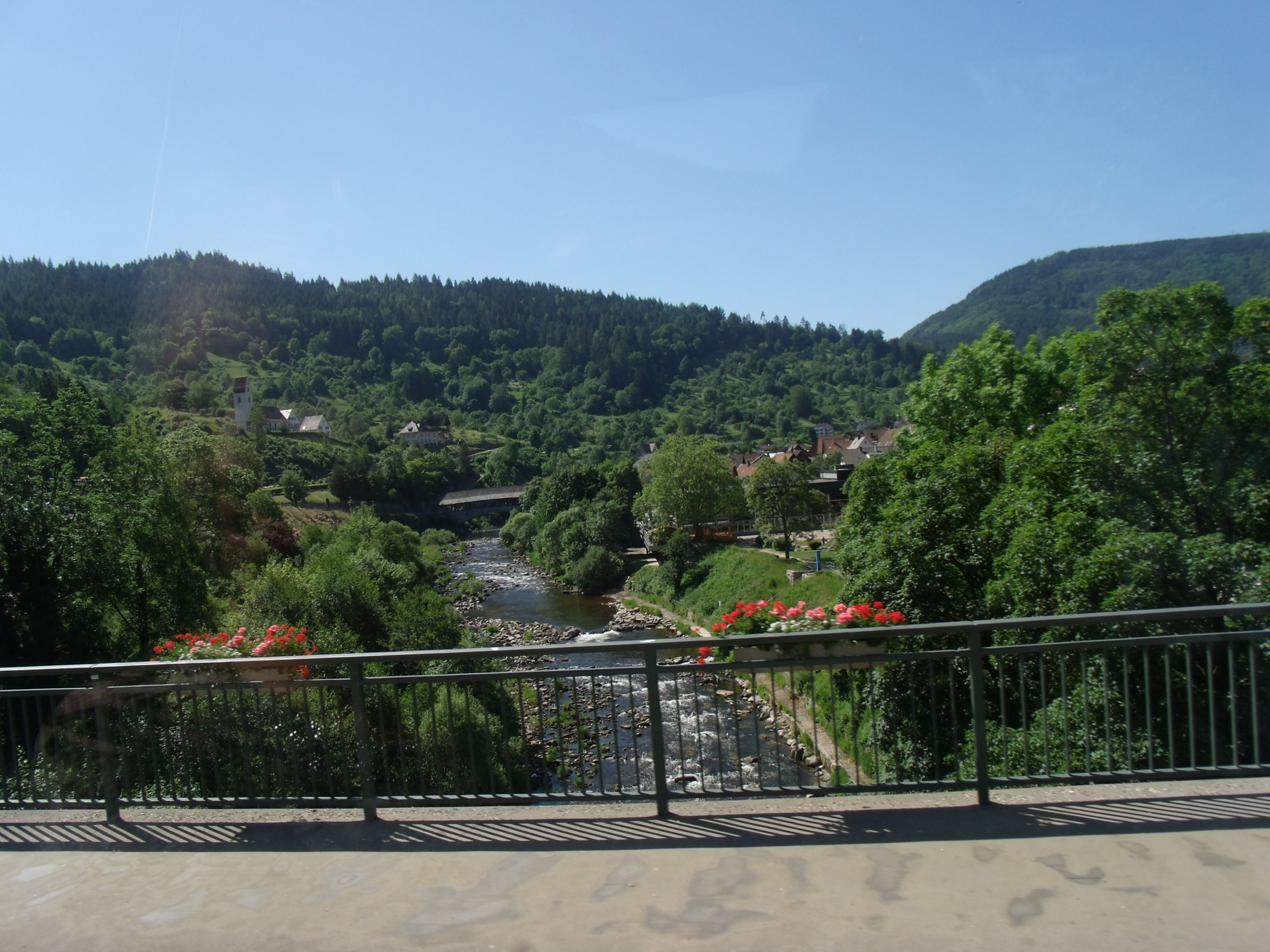
Op de achtergrond het oude houten bruggetje van Forbach

- Bermersbach
- Erbersbronn
- Forbach
- Gausbach
- Herrenwies
- Hundsbach
- Kirschbaumwasen
- Langenbrand
- Raumünzach
- Schwarzenbach

Au am Rhein · Bietigheim · Bischweier · Bühl · Bühlertal · Durmersheim · Elchesheim-Illingen · Forbach · Gaggenau · Gernsbach · Hügelsheim · Iffezheim · Kuppenheim · Lichtenau · Loffenau · Muggensturm · Ötigheim · Ottersweier · Rastatt · Rheinmünster · Sinzheim · Steinmauern · Weisenbach